# Имер Алију
Имер Алиу (мкд. Имер Алиу; Слатино, 26. март 1977) је министар за животну средину и просторно планирање Северне Македоније. Рођен је 1977. године у селу Слатино код Тетова. Дипломирао је на Правном факултету у Тетову. Године 2004. и 2005. био је коориднатор Информативног центра општине Теарце. Од 2005. године је портпарол Демократске партије Албанаца и члан Централног председништва партије.